# Josef Stenlund
Nils Josef Stenlund, född 6 februari 1915 i Sorsele församling, Västerbottens län, död 27 maj 2001 i Markaryds församling, Kronobergs län, var en svensk kristen författare och predikant. 
Stenlund var son till lantbrukaren och predikanten Jonas Stenlund och lärarinnan Hilda, född Marklund, och växte upp i Bruträsk, söder om nuvarande Boliden, Skellefteå kommun. Han gifte sig 1945 med Eva Pettersson från Borås och de fick fyra barn. Stenlunds författarskap vilade på tydligt kristen grund , men det kunde ta sig lite olika uttryck. Han var väldigt produktiv och gav mellan 1947 och 1989 ut ett 60-tal titlar, de flesta äventyrsromaner för barn och ungdom på EFS-förlaget (bl.a. i serien De goda ungdomsböckerna), varav kanske Uranjägarna, Eld i berget och debuten Finnforsrövarna är de mest kända. Stenlund skrev också 1953 äventyrsromanen Fjärde spionen om Enbomaffären, och 1949 Spökflygaren om de så kallade spökraketerna.